# Plaza de Bolívar

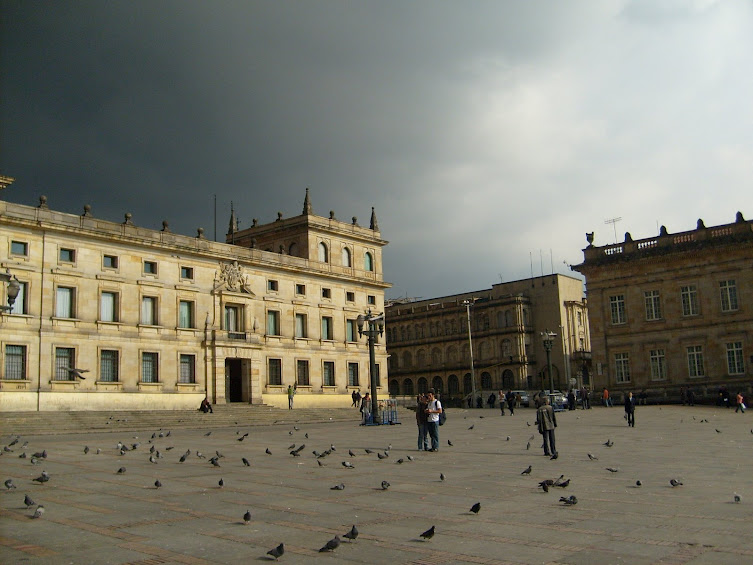
Plaza Bolívar im September 2012

Die Plaza de Bolívar ist der zentrale Platz der kolumbianischen Hauptstadt Bogotá. Im 16. Jahrhundert errichtet, wurde er früher Plaza Mayor genannt und bis 1821 Plaza de la Constitución. Er befindet sich im Herzen des historischen Stadtteils La Candelaria. Anlässlich des 150-jährigen Bestehens der Unabhängigkeit Kolumbiens wurde der Bolívar-Platz im Jahr 1960 komplett neu gestaltet. Seine Fläche beträgt 13.900 Quadratmeter.

## Geschichte

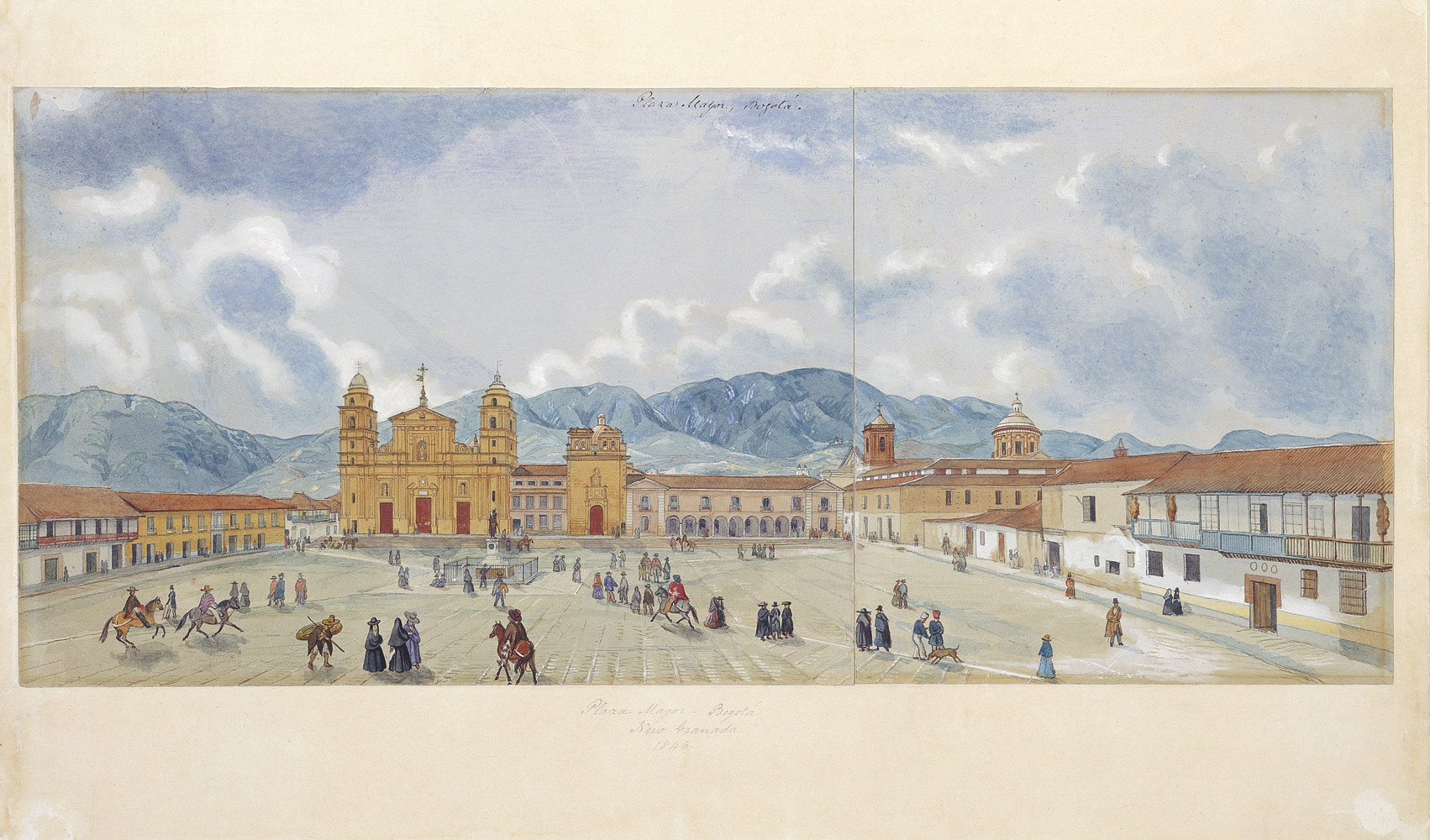
Der „Plaza Mayor“ im Jahr 1846 (Aquarell von Edward Mark)

Die Historie des Platzes datiert zurück bis in die präkolumbianische Ära als Teil der Muisca-Kultur. Das erste Gebäude auf dem Platz, eine primitive Kathedrale, wurde 1539 gebaut, ein Jahr nach der Gründung der kolumbianischen Hauptstadt. Während der spanischen Kolonialzeit war der Bolívar-Platz die Bühne für Zirkusakte, öffentliche Märkte und Stierkämpfe, heute ist er hauptsächlich eine Touristenattraktion, aber auch Ort für politische Demonstrationen und allerlei andere Zusammenkünfte des Volkes.

## Bauwerke
Der Platz ist von historischen Gebäuden umgeben und beherbergt eine Statue von Simón Bolívar, die der Italiener Pietro Tenerani 1846 als erstes öffentliches Denkmal der Stadt schuf. Der Palast der Gerechtigkeit liegt am nördlichen Rand und das Nationalkapitol von Kolumbien grenzt an den Platz im Süden. Die Kathedrale des Primas von Kolumbien (Catedral Primada de Colombia) und der Palacio Liévano, Sitz der Alcaldía (Rathaus, Bürgermeisteramt) von Bogotá, befinden sich auf der östlichen und westlichen Seite. 

Panoramablick des Plaza de Bolívar, Dezember 2008.